# 명-호 전쟁

명-호 전쟁으로 병합된 교지군의 지도

명-호 전쟁은 명나라가 베트남의 호 왕조를 공격하여 호 왕조를 멸망시킨 사건이다. 1406년에서 1407년까지 이어졌다. 이 전쟁은 처음에는 호 왕조의 전대 왕조였던 쩐 왕조를 복구해주려는 의도에서 시작되었으나, 호 왕조가 명나라가 보낸 쩐 왕조의 후계자를 죽여버렸고, 이에 격분한 영락제가 이 원조를 점차 군사적인 범위로 확장시키며 결과적으로 대대적인 전면전으로 치달아 호 왕조의 멸망에 이르게 된다.
전쟁이 일어나기 몇년 전, 쩐 왕조의 장군이었던 호꾸이리는 왕좌를 찬탈한 후 자신이 직접 황제의 자리에 올랐다. 이후 쩐 왕조의 후계자를 자처하던 쩐티엠빈(Trần Thiêm Bình, 陳添平)이 명나라로 도망쳐 지원을 요청했고, 이전부터 베트남 지역을 호시탐탐 노리던 명나라는 이를 계기로 쩐 왕조의 복귀를 명분으로 베트남을 침공하게 된다. 당시 명나라의 황제였던 영락제는 장보 장군과 무성 장군에게 대군을 데리고 호 왕조를 공격하게 하였고, 전쟁에서 패배한 호 왕조는 멸망하였으며 이후 베트남은 명나라의 통치를 받게 된다.

## 배경
원래 베트남 지역을 통치하던 쩐 왕조는 대대로 명나라에 공물을 바치는 조공국이었다. 하지만 1400년에 쩐 왕조의 장군 호꾸이리가 반란을 일으켜 쩐 왕가를 대거 학살한 다음 제위에 올랐다. 호꾸이리는 황위에 오른 후 나라의 이름을 대월에서 대우(大虞, Đại Ngu)로 바꾸었다. 그러던 중 1402년에 그는 자신의 아들 호한뜨엉에게 양위하였고, 1403년에 쩐 왕조의 대가 끊겼으며 자신의 아들 호한뜨엉이 쩐 왕실의 조카라는 이유로 황위에 올랐다고 명나라에 보고하였다. 명나라는 당시 호꾸이리가 제위를 찬탈한 사실을 몰랐기에, 호한뜨엉의 즉위를 인정하였다. 하지만 1404년 10월에 쩐티엠빈이 난징에 도착하여 호꾸이리가 쩐 왕실을 몰살하고 왕위를 찬탈한 사실을 알렸으며, 자신이 다시 쩐 왕실을 복구하는데에 필요한 군사를 빌려줄 것을 요청하였다. 하지만 1405년까지는 그 어떠한 조치도 취해지지 않았으나, 이후 베트남에 다녀온 사절이 이 사실을 확인한 이후부터 명나라가 본격적인 지원을 시작하게 되었다.
진상을 모두 파악한 영락제는 반란자 호꾸이리가 세운 호 왕조를 멸망시키고 본래의 쩐 왕조를 복귀시킬 것을 결심하였고, 호꾸이리에게 이 사실을 통보하였다. 하지만 호꾸이리는 쩐티엠빈이 쩐 왕조의 진짜 후계자인지에 대하여 의심을 품었으며, 황위를 다시 넘겨줄 생각 또한 당연히 없었다. 이후 쩐티엠빈이 명나라 군대의 호위를 받으며 베트남으로 향했고, 1406년 4월에 국경을 넘어 들어오자 호꾸이리는 군대를 보내 쩐티엠빈과 명나라 호위군대를 모두 몰살시켰다. 호꾸이리는 명나라의 보복을 두려워하였고, 군대를 재정비하고 요새들을 쌓아 침략에 대비하였다. 또한 명나라 남부 국경을 자주 침략하는 등 본격적으로 명나라에 대한 공격적인 외교 정책을 펼쳤다.

## 전쟁
1406년 5월 11일, 주능(朱能)에게 호 왕조 정벌군의 총사령관직을 맡겼고, 장보 장군과 무성 장군을 시켜 실무를 지휘하게 하였다. 정벌군이 출정하는 날, 영락제는 난징 강가에 있는 각루에서 연회를 베풀었으며, 성대한 송별연을 열어 승전을 기원하였다. 이후 1406년 겨울, 명나라 군대는 본격적인 진군을 시작하였고 장보 장군과 무성 장군은 각각 광시성과 윈난성에서 출정하여 기습 작전을 펼치기 위하여 빠르게 이동하였다. 현대 학자들은 광시성에서는 135,000명의 군대가, 윈난성에서는 80,000명의 병사들이 출정하였다고 추정한다. 1406년 11월에 명나라 군대는 홍 강 삼각주에 있는 도시들을 점령해나가기 시작하였으며, 1406년 11월 말에 이르러서는 장보의 군대가 베트남 북부 지역 요새들의 대부분을 점거하였다. 한편 무성 장군의 군대는 현재의 하노이가 있는 지방을 쳐 떨어뜨렸고 1407년 초에 호꾸이리와 호한뜨엉은 명군을 쫓아내기 위해 역습 작전을 펼쳤으나 전력 차이로 인하여 패배하고 타인호아로 후퇴하였다.
한편 홍 강 삼각주의 주요 귀족들은 변절하고 호 왕조를 배신하였으며, 명나라에 충성을 맹세하였다. 상황이 이렇게 되자 호꾸이리는 민심과 군대를 모두 잃은 채 계속 남쪽으로 도망쳤고, 타인호아에서도 쫓겨난 호꾸이리는 자신의 궁전을 파괴해 버린 후 바다를 통해 남쪽으로 피난을 갔으나 결국 1407년 6월 16일에 명나라 군대에 사로잡혔다. 그들의 가족들도 이 때 거의 모두 함께 잡혔으며, 이후 수감된 채로 난징으로 호송되었다.
명실록에 의하면 영락제는 장보 장군에게 무고한 베트남인들을 해하지 말 것, 반란에 전격적으로 참여하지 않은 귀족 자제들을 살려줄 것을 당부하였다고 한다.

## 전쟁 이후
1407년 10월 5일, 호꾸이리와 반란자들은 명나라 법정에 섰고, 역모죄로 재판을 받았다. 영락제는 호꾸이리에게 그가 쩐 왕조의 마지막 왕을 죽였는지, 그리고 그가 실제로 왕위를 찬탈했는지를 물었으나 아무 대답을 듣지 못하였다. 결국 거의 대부분의 죄수들은 귀양을 가거나 처형당했다.
호꾸이리와 그의 아들 호한트엉은 감옥에 갇혔고, 그들에 대한 이후의 기록은 남아있지 않다. 영락제는 호 왕조를 멸망시킨 이후 새로 점령한 지역을 교지군으로 만들었고, 관리들을 보내 통제하였다. 교지군은 15개의 현으로 나뉘어 있었으며, 210개의 마을들로 이루어져 있었다. 하지만 명나라의 베트남 지배는 오래가지 못했으며, 끊임없는 반란과 음모들에 시달렸다. 1428년에 레러이가 봉기하여 대월을 세우며 명나라의 베트남 지배는 종식되게 되었다.

## 같이 보기
- 베트남-중국 관계